# Artothek des Bundes

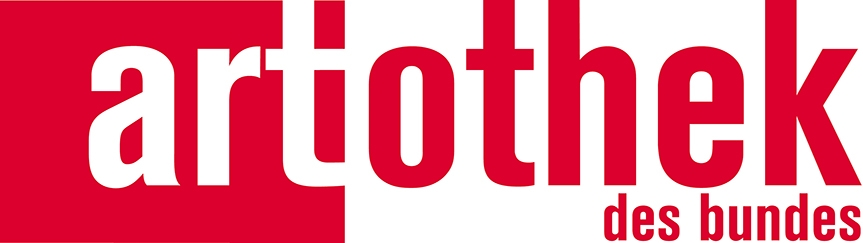
Logo der Artothek des Bundes

Die Artothek des Bundes ist eine österreichische Kulturinstitution, welche für die Sammlung, Verwaltung und Betreuung der Kunstwerke zuständig ist, die der Bund im Rahmen von Kunstförderungsankäufen erwirbt. Als Artothek verleiht sie Exponate aus der Sammlung an einen eingeschränkten Leihnehmerkreis wie Museen und Bundesangestellte.
Seit 2011 wird die Artothek des Bundes administrativ von der Österreichischen Galerie Belvedere verwaltet. Sie ist im Belvedere 21 in Wien untergebracht.

## Geschichte

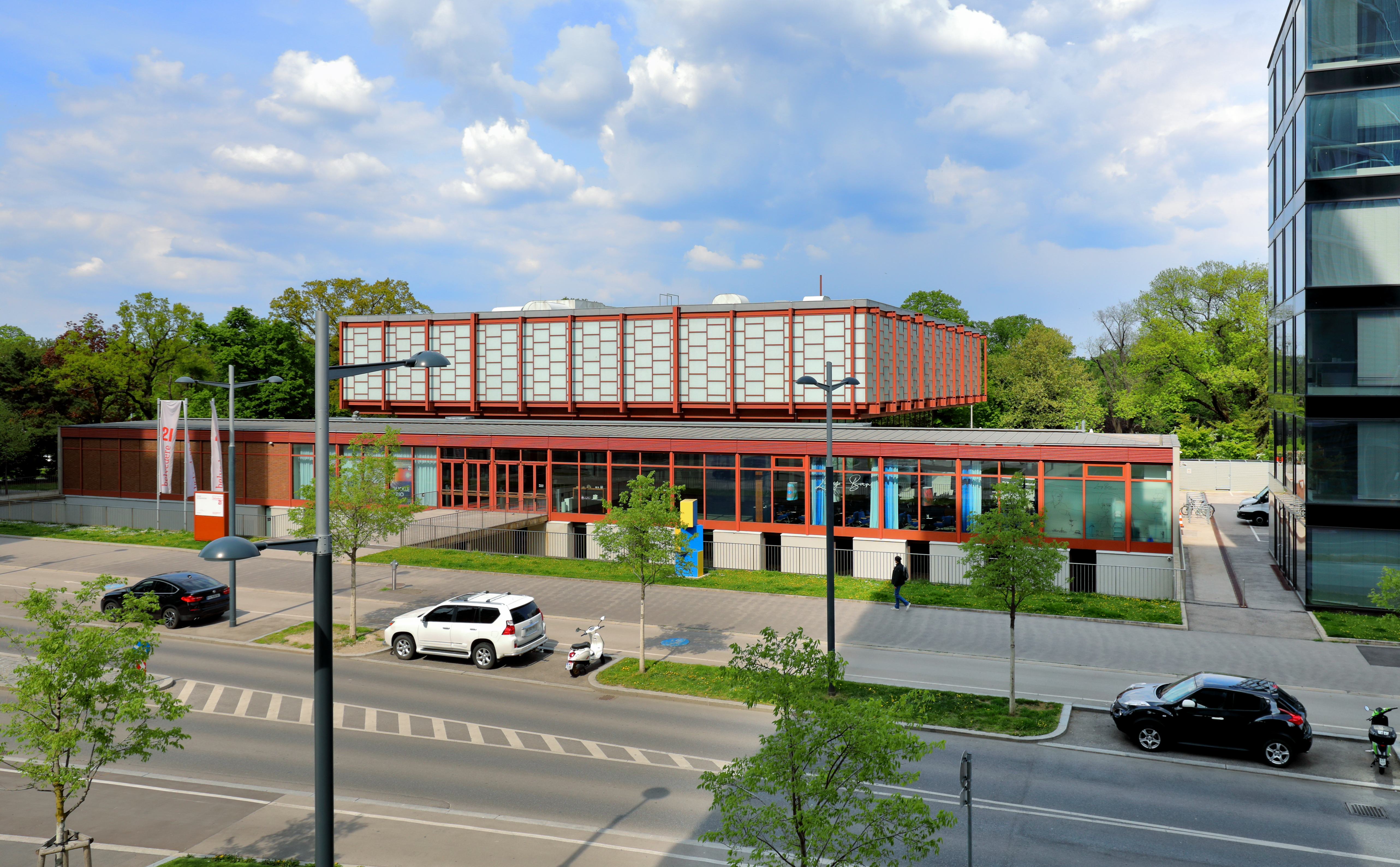
Das Belvedere 21, seit 2012 Sitz der Artothek des Bundes.

1948 begann der Bund, zeitgenössische österreichische Künstler durch den Erwerb ihrer Werke zu fördern. Anlass hierfür waren die Verhältnisse in der Wiener Kunstszene nach dem Zweiten Weltkrieg und das Fehlen eines privaten Kunstmarktes. Die Betreuung der erworbenen Kunstwerke übernahm zunächst die Inventarisierungsstelle der Kunstförderungsankäufe am Unterrichtsministerium. In den 1980er Jahren wurde sie in Artothek des Bundes umbenannt, da mittlerweile die Leihtätigkeit ihren Tätigkeitsschwerpunkt ausmachte. Zu diesem Zeitpunkt umfasste die Sammlung ca. 23.000 Werke und war in eigene Räumlichkeiten zur Präsentation der Ankäufe umgezogen.
Später wurde die Artothek des Bundes Teil einer Abteilung der Kunstsektion im Bundeskanzleramt. Zwischenzeitlich wurde sie in einen Verein ausgelagert und schließlich 2011 der Österreichischen Galerie Belvedere angegliedert. Im September 2012 wurde die Artothek in das Belvedere 21 (damals „21er Haus“) im Wiener Schweizergarten überführt. Dort wurden Verwaltungsräumlichkeiten und Depots für sie eingerichtet. Gleichzeitig fand eine Digitalisierung des Bestandes statt. Gegen eine Zahlung von 211.000 Euro jährlich übernahmen Mitarbeiter des Belvedere die Verwaltung und Verleihung der Sammlung. Ziel der Überführung war es, Synergie-Effekte zu erzielen und die Besucherzahlen des noch jungen Hauses zu steigern. Örtliche Ausstellungen, die Gegenwartskunst behandeln, greifen häufig auf die Artothek-Bestände zurück.

## Sammlung
Die von der Artothek des Bundes verwaltete Sammlung umfasst über 37.000 Werke von ca. 2800 österreichischen bildenden Künstlern. Es handelt sich um moderne und zeitgenössische Kunst in Form von Gemälden, Grafiken, Skulpturen, Objekten, Installationen, Fotografien und Videos. Der Bestand ist sehr divers, da er von Frühwerken mittlerweile etablierter Kunstschaffender bis hin zu sehr jungen Positionen reicht. Bekannte vertretene Künstler sind unter anderem Arnulf Rainer, Herbert Boeckl, Maria Lassnig, Elke Krystufek und Josef Mikl.
Die Sammlung wird kontinuierlich durch Kunstankäufe des Bundes erweitert, der damit österreichische Künstler fördert (ein Bewerbungsverfahren wird durch das Bundesministerium für Kunst, Kultur, öffentlichen Dienst und Sport durchgeführt). Daneben strebt er mit den Ankäufen eine möglichst umfassende Dokumentation des zeitgenössischen Kunstschaffens im gesamten Gebiet der Republik Österreich an. Jährlich werden ca. 100 Werke für ein Budget von 500.000 Euro erworben. Die Artothek des Bundes ist nicht an Auswahl und Kauf der Werke beteiligt, sondern übernimmt nur deren Verwaltung.
Der nicht verliehene Teil der Sammlung ist im Tiefspeicher des Gebäudes Belvedere 21 auf ca. 1000 m² Depotfläche nebst Anlieferungs- und Werkstattbereich untergebracht. Die Betreuung umfasst auch Digitalisierungs-, Konservierungs- und Restaurationsmassnahmen.

## Verleih
Die Artothek des Bundes verleiht Kunstwerke an Angestellte von Bundesdienststellen im In- und Ausland sowie Angestellte von ausgegliederten Unternehmen, die sich im Mehrheitsbesitz des Bundes befinden. Zur Auswahl der Kunstwerke steht eine online durchsuchbare Datenbank zur Verfügung. Bei Interesse wird ein gebührenfreier Leihvertrag über 5 Jahre geschlossen. Jährlich gehen rund 700 Werke neu in den Verleih. Oft dienen die geliehenen Werke der Repräsentation der Republik Österreich (u. a. im Bundeskanzleramt, Räumlichkeiten des österreichischen Parlaments und EU-Parlaments, Botschaften).
Darüber hinaus verleiht die Artothek des Bundes Kunstwerke für Ausstellungen an österreichische und europäische Museen. Auch vergab sie in der Vergangenheit umfangreiche Dauerleihgaben an österreichische Museen, was jedoch gegenwärtig nur noch vereinzelt geschieht. Fast ein Viertel der Sammlung der Artothek des Bundes befindet sich dauerhaft in Verwaltung der Einrichtungen Albertina (ca. 4000 Werke), Architekturzentrum Wien, Tiroler Landesmuseum, Universalmuseum Joanneum, Kupferstichkabinett der Akademie der bildenden Künste Wien, Lentos Kunstmuseum Linz, Museum für angewandte Kunst Wien, Museum Moderner Kunst Kärnten, Museum Moderner Kunst Stiftung Ludwig Wien, Österreichische Galerie Belvedere, Österreichisches Museum für Volkskunde, Rupertinum und Institut für Kunstgeschichte der Universität Innsbruck.

## Ausstellungen
Die Artothek des Bundes unterhält keine eigene Ausstellungsfläche zur Präsentation der Sammlung. Gelegentlich kuratieren Mitarbeiter der Artothek Ausstellungen zu besonderen Anlässen, beispielsweise 2018 anlässlich der EU-Ratspräsidentschaft im Europäischen Parlament und 2019 im Rahmen der Reihe „Kunst im Bundeskanzleramt“.